# Diva (livro)
Diva é um dos romances do escritor brasileiro José de Alencar. Foi publicado em 1864. Não é uma continuação da obra Lucíola, ao contrário do que muitos pensam. A história de Lucíola se encerra na própria obra. O que liga as duas obras é um detalhe curioso. O narrador de Lucíola, Paulo, se torna amigo do narrador de Diva, Amaral, como é possível depreender da epígrafe de Diva. Então, o livro Diva é composto por cartas que Amaral teria enviado a Paulo, como confissões a um amigo.

## Enredo
Diva narra a história de Emília Duarte. O narrador, em primeira pessoa, é o homem que a ama, Augusto Amaral. Emília é uma adolescente muito retraída e tem aversão a que estranhos a toquem. Uma enfermidade a leva quase à morte. É chamado um médico recém-formado, colega de seu irmão, Dr. Augusto Amaral. Augusto dedica-se a Emília, mas ela se recusa a ser tocada e não o deixa sequer entrar no quarto. Apesar de tudo, Augusto consegue salvar a moça, o que faz com que ela o odeie, temendo que ele exija sua amizade como recompensa. Seguem-se várias discussões e brigas entre os dois, onde se revela o caráter de Emília, extremamente instável e voluntariosa. Augusto acaba apaixonando-se por Emília, mas as atitudes dela são tão incertas que acabam por levá-lo ao desespero. Ao final tudo se reequilibra e termina bem, quando Emília revela seu amor pelo médico. No final do Capitulo III, a personagem Emília é comparada a uma Vênus moderna, a diva dos salões, explicando assim o título do livro: Diva.

## Crítica de Machado de Assis
Em sua "Correspondência" para a edição de estreia (em 17/4/1864) do jornal dos estudantes paulistas Imprensa Acadêmica, o então jovem poeta, jornalista e crítico literário Machado de Assis compara o recém-publicado Diva ao anteriormente publicado Lucíola, preferindo este último: “[...] não é precisamente um romance, é um estudo, é um perfil de mulher. Diva é a exaltação do pudor. [...] Emília [...] leva os seus sentimentos de pudor a um requinte pueril, a uma pieguice condenável”. Machado acredita que as decisões de Emília devem-se muitas vezes mais à altivez do que propriamente ao pudor.